# Silo

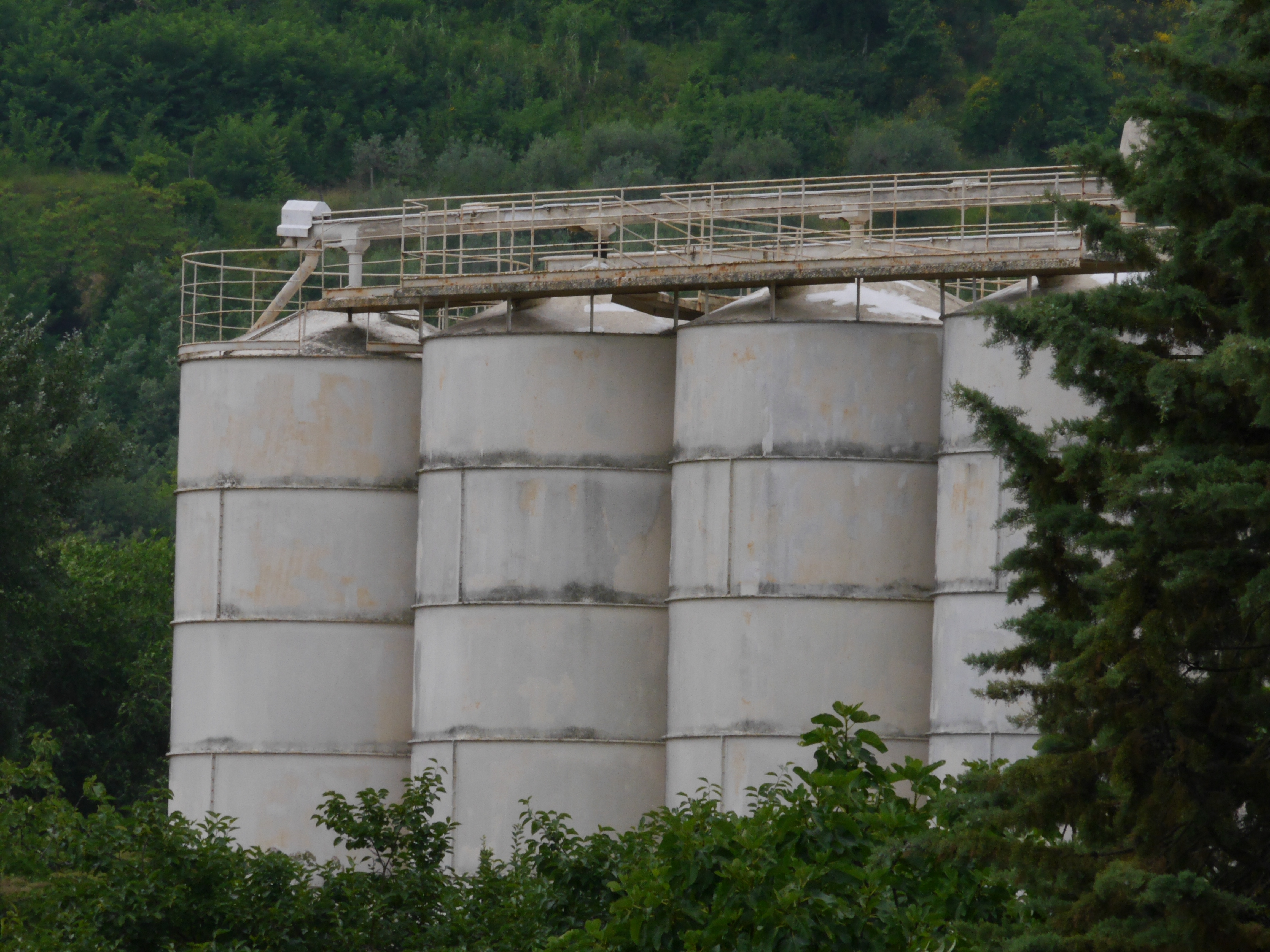
Sili di una distilleria

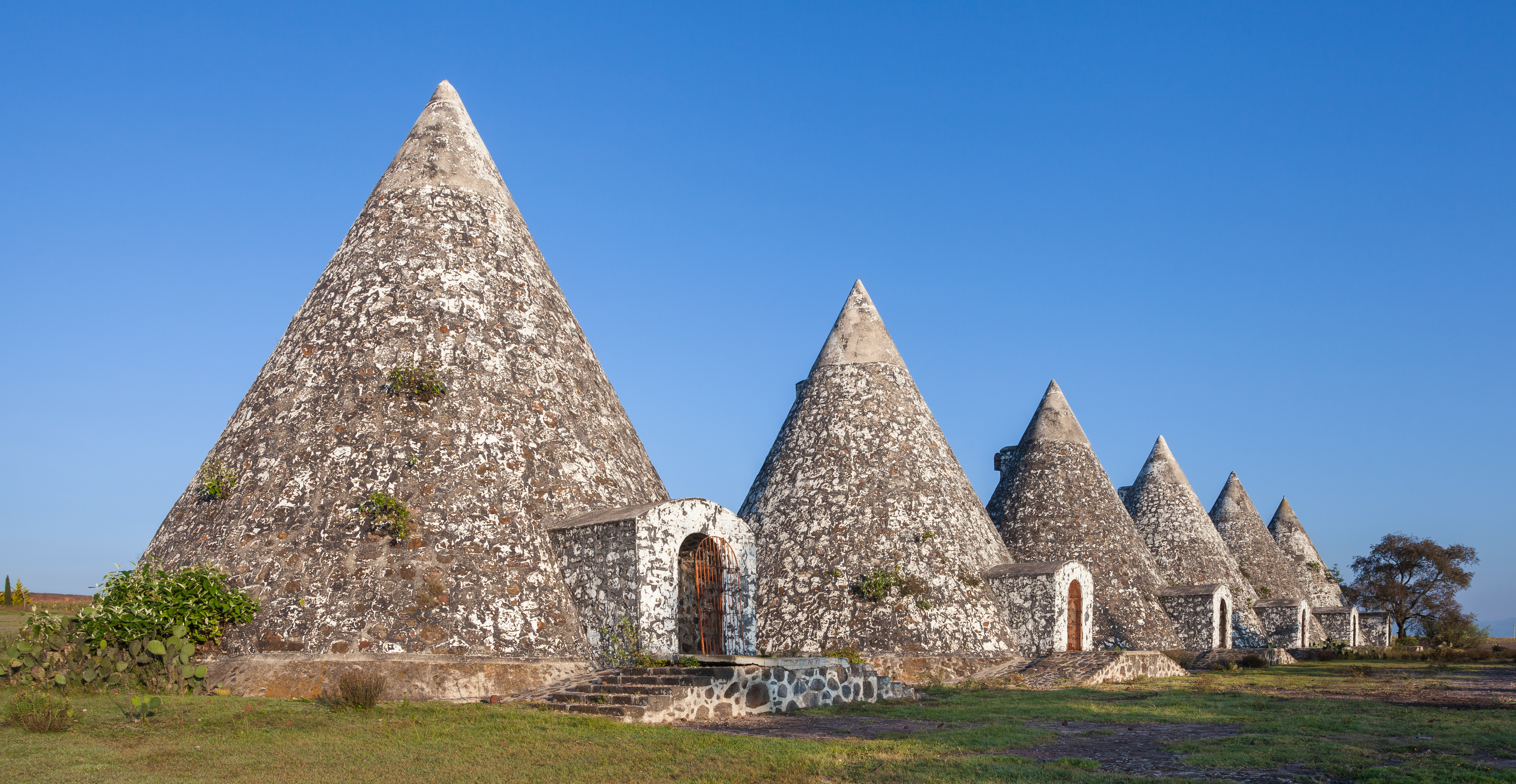
Sili conici per cereali presso Acatlán, Messico

Un silo, dal greco antico σιρός (siròs), "fossa per conservare il grano", è un recipiente cilindrico verticale con fondo svasato, come una sorta di torre, o orizzontale (silo detto "a trincea"), destinato a deposito per merci e prodotti granulari sfusi che hanno forma o consistenza di polvere, come ad esempio i cereali. Si distinguono anche sili "a balcone".
I sili sono comunemente utilizzati per lo stoccaggio alla rinfusa di granaglie, carbone, cemento, nerofumo, trucioli di legno, prodotti alimentari e segatura.
Sono indicati con tale nome anche pozzi interrati usati per contenere la rampa di lancio dei missili a lungo o medio raggio, la cui apertura è nascosta dal terreno circostante.
Alcuni sili costituiscono esempi di archeologia industriale, come il silo granario di Livorno.